# Hacienda San Antonio Sodzil
San Antonio Sodzil es una exhacienda, hoy pequeña población, ubicada en el sureste del estado de Yucatán, México, en el municipio de Sacalum, cuyas coordenadas son 20º 30' 18.52" N, 89º 36' 23.80" O.

## Las haciendas en Yucatán
Las haciendas en Yucatán fueron organizaciones agrarias que surgieron tarde en el siglo XVII a diferencia de lo que ocurrió en el resto de México y en casi toda la América hispana, en que estas fincas se establecieron casi inmediatamente después de la conquista y a lo largo del siglo XVII. En Yucatán, por razones geográficas, ecológicas y económicas, particularmente la mala calidad del suelo y la falta de agua para regar, tuvieron una aparición tardía.
Una de las regiones de Yucatán en donde se establecieron primero haciendas maiceras y después henequeneras, fue la colindante y cercana con Mérida. A lo largo de los caminos principales como en el "camino real" entre Campeche y Mérida, también se ubicaron estas unidades productivas. Fue el caso de los latifundios de Yaxcopoil, Xtepén, Uayalceh, Temozón, Itzincab y San Antonio Sodzil.
Ya en el siglo XIX, durante y después la llamada guerra de Castas, se establecieron las haciendas henequeneras en una escala más amplia en todo Yucatán, particularmente en la región centro norte, cuyas tierras tienen vocación natural para el cultivo del henequén.
En el caso de San Antonio Sodzil, al igual que la mayoría de las otras haciendas, dejaron de serlo, con peones para el cultivo de henequén, para convertirse en un ejido, es decir, en una unidad colectiva autónoma, con derecho comunitario de propiedad de la tierra, a partir del año 1937, después de los decretos que establecieron la reforma agraria en Yucatán, promulgados por el presidente Lázaro Cárdenas del Río.

## Toponimia
El nombre de la hacienda proviene de dos términos: San Antonio, el nombre del santo que se encuentra en la capilla de la casa principal, patrono de la misma y Sodzil, que en lengua maya significa Sodz (murciélago) e il (abundancia), o sea: "lugar donde abundan los murciélagos".

## Datos históricos
Se dice que hacia el año de 1780 llegaron los primeros patrones o Dzules como encomenderos, de apellido Peón (Don Joaquín).
Posteriormente al fallecer este, la finca y los indígenas quedaron en manos del señor Luis Peón, hijo de aquel, y así sucesivamente hasta la desaparición de esta familia.
Los Peón, en la región, además de San Antonio, también fueron dueños de las haciendas Yunkú, Mucuyché, y Uayalceh.
Todas estas haciendas se comunicaban unas con otras por el único medio en aquel entonces, las llamadas plataformas, tiradas por caballos sobre rieles tendidos, sistema ferroviario llamado regionalmente Decauville, en memoria del ingeniero de origen francés que lo diseñó.
En el siglo XIX, para viajar a la ciudad de Mérida, se debía abordar en la propia hacienda un vehículo llamado Volán, especie de diligencia con tracción animal, hasta que más adelante con la construcción del ferrocarril que unió Campeche a Mérida, se empezó a salir desde Yunkú, por donde pasaba la vía férrea hacia a la capital del estado.

## La industria del henequén
En aquellos tiempos, cuando había abundante producción de henequén, las haciendas contaban con sus propios equipos para desfibrar las pencas del agave. De esta manera, el producto final, denominado sosquil en lengua maya, la fibra del henequén, era enviada para su aprovechamiento textil a los centros cordeleros donde se completaba el proceso de industrialización del agave.
A partir de le segunda mitad del siglo XIX, la agroindustria henequenera y los productos que de ella derivaron fueron ganando aceptación en el mercado mundial. A partir de entonces, se cultivó cada vez más el henequén en las haciendas de la región, destinándose para ese propósito grandes extensiones de tierra, así como también utilizándose más mano de obra para su producción.
Fue así como San Antonio Sodzil operó como hacienda henequenera desde 1855 hasta 1937.

## Demografía
Según el censo de 2005 realizado por el INEGI, la población de la localidad era de 384 habitantes, de los cuales 207 eran hombres y 177 eran mujeres.
| 211                         | 240 | 206 | 240 | 207 | 263 | 339 | 347 | 378 | 424 | 413 | 402 | 384 |
| (Fuente: INEGI [Consultar]) |     |     |     |     |     |     |     |     |     |     |     |     |